# Regierung Perceval

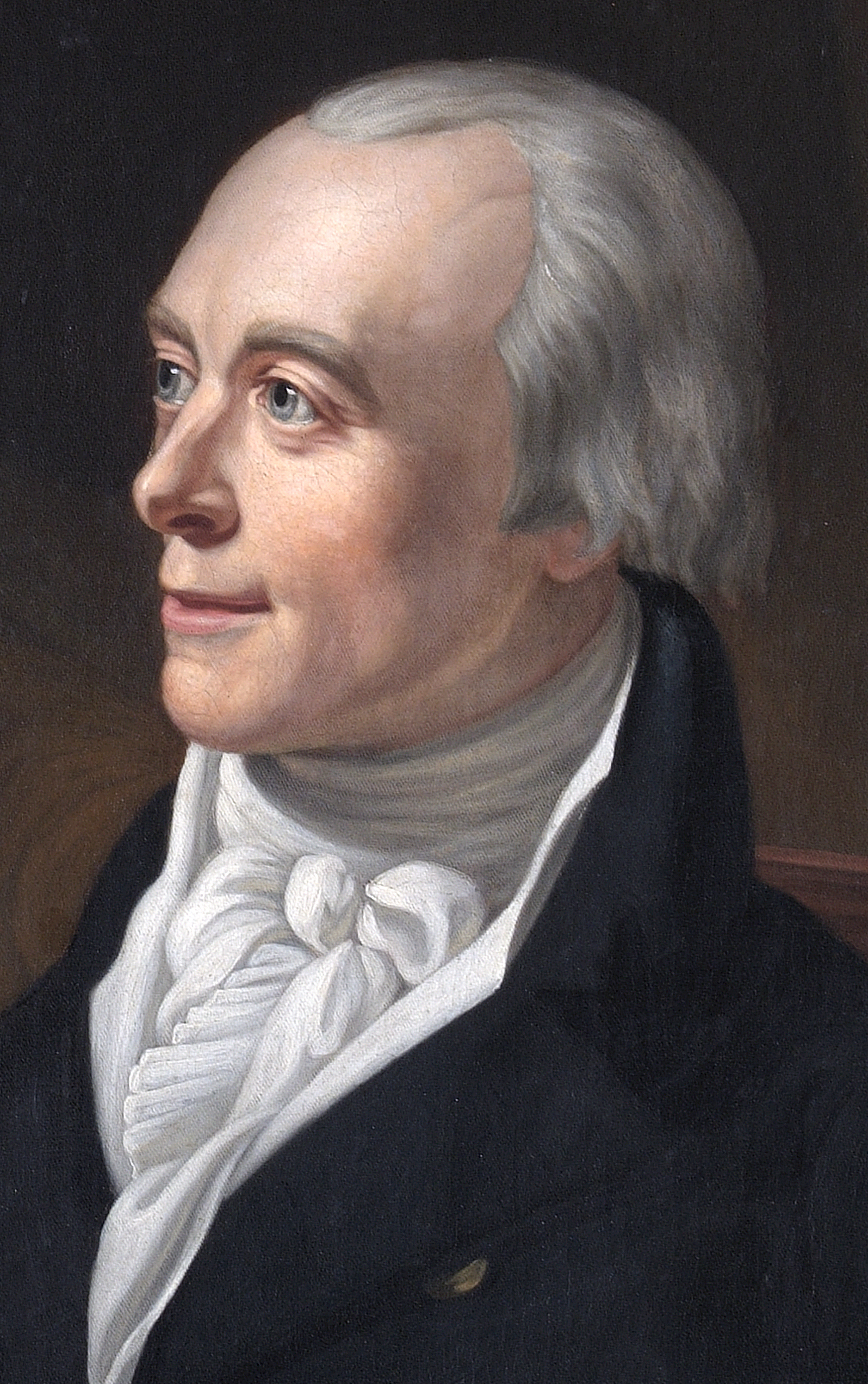
Spencer Perceval war zwischen 1809 und 1812 Erster Lord des Schatzamtes

Die Regierung Perceval bestand im Vereinigten Königreich Großbritannien und Irland vom 4. Oktober 1809 bis zum 11. Mai 1812. Sie wurde benannt nach Spencer Perceval von den konservativen Tories, der zwischen 1809 und 1812 Erster Lord des Schatzamtes und Schatzkanzler war, und am 11. Mai 1812 einem Attentat zum Opfer fiel. Nach dem Tode von Perceval blieben die Minister bis zur Bildung der Regierung Liverpool durch Robert Jenkinson, 2. Earl of Liverpool am 9. Juni 1812 im Amt.

## Kabinettsmitglieder
Dem Kabinett gehörten folgende Mitglieder an:
| Amt                              | Amtsinhaber | Beginn der Amtszeit                            | Ende der Amtszeit                          |
| -------------------------------- | --- | ---------------------------------------------- | ------------------------------------------ |
| Erster Lord des Schatzamtes      | Spencer Perceval                                                                                               | 4. Oktober 1809                                | 11. Mai 1812                               |
| Schatzkanzler                    | Spencer Perceval                                                                                               | 4. Oktober 1809                                | 11. Mai 1812                               |
| Kanzler des Herzogtums Lancaster | Spencer Perceval                                                                                               | 4. Oktober 1809                                | 11. Mai 1812                               |
| Lordkanzler                      | John Scott, 1. Baron Eldon                                                                                     | 4. Oktober 1809                                | 11. Mai 1812                               |
| Lordpräsident des Rates          | John Pratt, 2. Earl Camden Henry Addington, 1. Viscount Sidmouth                                               | 4. Oktober 1809 8. April 1812                  | 8. April 1812 11. Mai 1812                 |
| Lordsiegelbewahrer               | John Fane, 10. Earl of Westmorland                                                                             | 4. Oktober 1809                                | 11. Mai 1812                               |
| Innenminister                    | Robert Jenkinson, 2. Baron Hawkesbury Richard Ryder                                                            | 4. Oktober 1809 1. November 1809               | 1. November 1809 11. Mai 1812              |
| Außenminister                    | Henry Bathurst, 3. Earl Bathurst Richard Wellesley, 1. Marquess Wellesley Robert Stewart, Viscount Castlereagh | 11. Oktober 1909 6. Dezember 1809 4. März 1812 | 6. Dezember 1809 4. März 1812 11. Mai 1812 |
| Minister für Krieg und Kolonien  | Robert Jenkinson, 2. Earl of Liverpool                                                                         | 1. November 1809                               | 11. Mai 1812                               |
| Erster Lord der Admiralität      | Henry Phipps, 1. Baron Mulgrave Charles Philip Yorke Robert Dundas, 2. Viscount Melville                       | 4. Oktober 1809 1. Mai 1810 24. März 1812      | 30. April 1810 24. März 1812 11. Mai 1812  |
| Generalfeldzeugmeister           | John Pitt, 2. Earl of Chatham Henry Phipps, 1. Baron Mulgrave                                                  | 4. Oktober 1809 30. April 1810                 | 30. April 1810 11. Mai 1812                |
| Präsident des Handelsamtes       | Henry Bathurst, 3. Earl Bathurst                                                                               | 4. Oktober 1809                                | 11. Mai 1812                               |
| Minister ohne Geschäftsbereich   | John Pratt, 2. Earl Camden                                                                                     | 8. April 1812                                  | 11. Mai 1812                               |